# Павловский, Ян (активист)
Ян Павловский (пол. Jan Pawłowski; 15 мая 1945, Станиславов — 22 ноября 2005, Бжег) — польский физик и диссидент, активист антикоммунистической оппозиции в ПНР. Соратник Корнеля Моравецкого, руководитель контрразведки подпольного движения Борющаяся солидарность. В Третьей Речи Посполитой — начальник вроцлавской делегатуры Управления охраны государства, работник органов самоуправления.

## Физик-оппозиционер
Родился в семье украинских поляков. В 1946 Павловские переселились на возвращённые земли и обосновались во Вроцлаве. В 1968 Ян Павловский окончил физический факультет Вроцлавского университета. До 1979 работал научным сотрудником Вроцлавского университета и Вроцлавского технологического университета. С 1980 по 1986 — администратор и помощник директора Института математики Вроцлавского технологического университета. Вместе работал и дружил с Корнелем Моравецким.
Ян Павловский придерживался национально-демократических, национал-патриотических и антикоммунистических взглядов/ Был противником правящей компартии ПОРП и коммунистического государства ПНР. С 1979 сошёлся с диссидентскими кругами, распространял нелегальные издания. В августе-сентябре 1980 Ян Павловский решительно поддержал забастовочное движение и вступил в профсоюз Солидарность.

## Начальник подпольной контрразведки
После введения военного положения 13 декабря 1981 Ян Павловский состоял в региональном забастовочном комитете «Солидарности». Сконструировал приборы, позволяющие перехватывать и расшифровывать конфиденциальные переговоры Службы безопасности (СБ) и милиции.
Ян Павловский выступал не только за восстановление гражданских и профсоюзных прав, но за свержение коммунистического режима и полную независимость Польши. Такая позиция заходила гораздо дальше «Солидарности» начала 1980-х. 12 июня 1982 по инициативе Корнеля Моравецкого была создана Борющаяся солидарность (SW). К созданию SW подтолкнула недостаточная, с точки зрения радикальных антикоммунистов, активность забастовочного комитета в майских протестах 1982.
В руководстве SW Ян Павловский курировал вопросы безопасности. Контрразведка «Борющейся солидарности», возглавляемая Павловским, на равных вела борьбу с СБ МВД ПНР. Осуществлялся постоянный радиоконтроль, переговоры СБ и милиции становились достоянием подполья и использовались в оперативных целях. Были налажены каналы получения закрытой информации из милицейской комендатуры и управления СБ. Эффективно работала связь с офицерами СБ из группы Мариана Харукевича — они тайно поддерживали оппозицию, сотрудничали с подпольем, информировали SW.
Ян Павловский регулярно предоставлял отчёты Корнелю Моравецкому (по линии SW) и Владиславу Фрасынюку (по линии «Солидарности»). Своевременно предупреждал о готовящихся арестах, что позволяло подпольщикам скрыться. Контрразведчики SW эффективно участвовали в массовых уличных протестах 31 августа 1982, которые именно во Вроцлаве приобрели наибольший размах. Действовал Павловский под оперативным псевдонимом Ян Гайос.
После похищения Матеуша Моравецкого-младшего «неизвестными лицами» боевики SW подожгли дом подполковника Новицкого, заместителя начальника вроцлавской СБ полковника Блажеевского. Корнель Моравецкий-старший предупредил Блажеевского о его личной ответственности за безопасность членов семей оппозиционеров. Печатные органы SW предостерегали ПОРП и СБ от создания «эскадронов смерти». Всё это возымело действие, тайные нападения во Вроцлаве более не практиковались.

## Спецслужба и самоуправление
С 1986 Ян Павловский работал в различных компаниях электротехнического и информационно-технологического профиля. Его оперативный опыт был востребован после кардинальных перемен в Польше на рубеже 1980—1990-х. В 1992—1993 Павловский возглавлял вроцлавскую делегатуру Управления охраны государства (UOP).
Противоборство между различными корпоративными группами в UOP (значительная часть персонала комплектовалась из бывших силовиков ПНР) привела к скорому уходу Павловского из спецслужбы. После этого Ян Павловский работал во вроцлавских органах самоуправления. Затем до конца жизни он был секретарём городского управления Бжега.

## Кончина и память
Скончался Ян Павловский в возрасте 60 лет. Похоронен во Вроцлаве на Особовицком кладбище. В 2007 посмертно награждён Офицерским крестом ордена Возрождения Польши (ранее имел медаль за заслуги перед полицией Третьей Речи Посполитой).
Соратники вспоминают Яна Павловского как человека скромного, сдержанного, по необходимости скрытного, но доброжелательного, альтруистичного, неколебимо верного в дружбе. Многие считают, что в годы подполья были обязаны ему свободой. Подчёркивается патриотизм Павловского — на вопросы о разногласиях в оппозиции он неизменно отвечал: «Я служу Польше».
В 2015 сёстры-писательницы Малгожата Ванке-Якубовская и Мария Ванке-Ере — выпускницы Вроцлавского университета, исследовательницы биографий ветеранов «Солидарности» — издали книгу Ja służę Polsce. Jan Pawłowski 1945—2005. Twórca podziemnego kontrwywiadu — Я служу Польше. Ян Павловский 1945—2005. Создатель подпольной контрразведки. Они характеризуют Павловского как «безмолвного героя», уникального профессионала, не стремившегося к популярности и почестям, предпочитавшего работу в тени — но с максимальной эффективностью для дела.